# Металлилхлорид
Металлилхлорид (2-метил-3-хлорпропен, изобутенилхлорид, γ-хлоризобутилен) — хлорорганическое непредельное соединение, производное изобутилена. Бесцветная жидкость с резким запахом.

## Получение
Основным лабораторным способом получения является термическое хлорирование изобутилена. Процесс осуществляется в стеклянном или кварцевом аппарате, состоящем из реакционной зоны и смесителя. В последний поступают газообразные хлор (400 мл/мин) и изобутилен (600 мл/мин). Газовый поток пребывает в зоне реакции 3—5 секунд, температура процесса составляет 100 °C. После этого реакционные газы поступают в насадочную колонку, где хлорорганические продукты конденсируются, а хлороводород отделяется. Полученные органические вещества промывают водой, сушат над хлоридом кальция и разгоняют на ректификационной колонне, при этом выделяя фракцию, которая кипит при температуре 70—74 °C. При соблюдении данной методики выход составляет 65—70%. При этом протекает следующая реакция:
{\displaystyle {\ce {CH2=C(CH3)-CH3 + Cl2 -> CH2=C(CH3)-CH2Cl + HCl}}}
Основным промышленным способом получения также является термическое хлорирование изобутилена. Процесс включает в себя три стадии:
1. Газофазное хлорирование изобутилена. В тангенциальный смеситель подаются одновременно газообразные изобутилен и хлор, причём скорость их поступления обеспечивает мгновенное смешение данных компонентов. После этого смесь газов поступает в реактор, где проводит 1,0—1,5 секунды.
2. Конденсация и разделение продуктов реакции. Данная стадия проводится в конденсационно-отпарной колонне, где газообразные и хлорорганические вещества разделяются. Пары, которые выходят с верха колонны, проходят через охлаждаемый рассолом конденсатор, где и конденсируется основная часть хлорорганических продуктов реакции. Пары после конденсатора поступают в абсорбционную колонну, где абсорбируется хлороводород.
3. Ректификация продуктов хлорирования. Разделение различных органических продуктов реакции, выделение металлилхлорида.

При данном процессе основными отходами являются хлороводород, дихлориды изобутана и изобутилена, а также хлор-2-метилпропен и трет-бутилхлорид.

## Физические свойства
Металлилхлорид представляет собой бесцветную жидкость с резким запахом. Малорастворим в воде (растворимость при 20 °C составляет 0,1%), смешивается во всех отношениях с органическими растворителями, например, с этанолом или эфирами. Летуч. Обладает способностью сорбироваться физически и химически.
| Температура, °C     | -54,0 | -22,0 | -9,9 | 2,5  | 10,6 | 21,0  | 36,8  | 49,0  | 72,17 | 80,0  | 100,0 | 120,0 |
| Давление паров, кПа | 0,13  | 1,33  | 2,67 | 5,33 | 8,00 | 13,33 | 26,67 | 53,32 | 101,3 | 125,0 | 248,0 | 394,0 |

## Химические свойства
- Присоединяет галогены по двойной связи в жидкой фазе при низких температурах[2]:

{\displaystyle {\ce {CH2=C(CH3)-CH2Cl + Cl2 -> CH2Cl-CCl(CH3)-CH2Cl}}}
- Подвергается радикальному замещению со стороны галогенов в газовой фазе при температуре выше 300 °C[4]:

{\displaystyle {\ce {CH2=C(CH3)-CH2Cl + Cl2 ->[t] CH2=C(CH3)-CHCl2 + HCl}}}
- В присутствии кислот Льюиса присоединяет галогеноводороды по двойной связи. При этом хлороводород присоединяется по правилу Марковникова, а бромоводород — против данного правила вследствие проявления перекисного эффекта Караша:

{\displaystyle {\ce {CH2=C(CH3)-CH2Cl + HCl -> CH3-CCl(CH3)-CHCl2}}}
{\displaystyle {\ce {CH2=C(CH3)-CH2Cl + HBr -> CH2Br-CH(CH3)-CHCl2}}}
- Присоединяет хлорноватистую кислоту с образованием двух изомеров:

{\displaystyle {\ce {CH2=C(CH3)-CH2Cl + HClO -> CH2Cl-COH(CH3)-CHCl2}}}
{\displaystyle {\ce {CH2=C(CH3)-CH2Cl + HClO -> CH2OH-CCl(CH3)-CHCl2}}}
- Аллильный атом хлора в металлилхлориде является очень подвижным, поэтому легко протекает гидролиз рассматриваемого соединения с образованием металлилового спирта и диметаллилового эфира[2]:

{\displaystyle {\ce {CH2=C(CH3)-CH2Cl + NaOH -> CH2=C(CH3)-CH2OH + NaCl}}}
{\displaystyle {\ce {CH2=C(CH3)-CH2Cl + CH2=C(CH3)-CH2OH + NaOH -> CH2=C(CH3)-CH2-O-CH2-C(CH3)=CH2 + NaCl + H2O}}}
- Гидратируется в присутствии серной кислоты[4]:

{\displaystyle {\ce {CH2=C(CH3)-CH2Cl + H2O ->[H2SO4] CH3-COH(CH3)-CHCl2}}}
- С алкоголятами образует простые эфиры, с солями карбоновых кислот — сложные эфиры:

{\displaystyle {\ce {CH2=C(CH3)-CH2Cl + RONa -> CH2=C(CH3)-CH2-O-R + NaCl}}}
{\displaystyle {\ce {CH2=C(CH3)-CH2Cl + RCOONa -> CH2=C(CH3)-CH2-O-COR + NaCl}}}
- Легко вступает в реакции обмена:

{\displaystyle {\ce {CH2=C(CH3)-CH2Cl + MeX -> CH2=C(CH3)-CH2X + MeCl}}} {\displaystyle {\ce {(Me = Na, K, Ca, Cu; X = Br, I, NH2, CN, SCN)}}}
- Реагирует с аммиаком с образованием металлиламина[2]:

{\displaystyle {\ce {CH2=C(CH3)-CH2Cl + NH3 -> CH2=C(CH3)-CH2NH2 + HCl}}}
- Способен алкилировать ароматические соединения в присутствии хлорида алюминия[4]:

{\displaystyle {\ce {CH2=C(CH3)-CH2Cl + C6H6 -> CH2=C(CH3)-CH2-C6H5 + HCl}}}

## Применение
Металлилхлорид применяется в качестве фумиганта для борьбы с нематодами, высокоэффективного инсектицида для обеззараживания зерновых продуктов и обработки зернохранилищ; для борьбы с вредителями запасов зерна злаковых и бобовых культур продовольственного, семенного и иных назначений. В силу своей высокой реакционной способности широко используется в органическом синтезе, для получения различных аллильных соединений, аминов, спиртов, сложных эфиров, пластмасс, полимеров, полиакрилонитрильных волокон типа "Нитрон", лекарственных средств. Применяется как модифицирующая добавка к полимерам, смолам, клеям и другим материалам.

## Безопасность
Металлилхлорид является легковоспламеняющимся веществом, его пары в смеси с воздухом взрывоопасны. Температура вспышки в открытом приборе составляет 6 °C, температура воспламенения равна 0 °C, температура самовоспламенения составляет 478 °C. Концентрационные пределы воспламенения паров металлилхлорида в воздухе составляют: нижний — 2,1±0,2%, верхний  — 11,6±1,5% по объёму.
Металлилхлорид относится к высокотоксическим веществам (класс опасности 2). Может проявлять политропное действие. Вызывает глубокий наркоз. Обладает раздражающим действием на кожу, вызывая некрозы, и на слизистые оболочки. Высокая температура окружающего воздуха усиливает раздражающее действие на кожу. Кумулятивные свойства выражены слабо. Поражает дыхательные пути, является почечным ядом. Допустимая суточная доза поступления в организм человека составляет 0,01 мг/кл. Симптомами интоксикации являются слабость, чувство утомления, ощущение сдавливания в висках.
ПДК паров в воздухе рабочей зоны составляет 0,3 мг/м3, ПДК в атмосферном воздухе населённых мест равна 0,01 мг/м3, ПДК в водных объектов хозяйственно-питьевого и культурно-бытового водопользования — 0,01 мг/л.
Потери и выбросы производств органического синтеза с пестицидов, рассеивание при хранении и транспортировке, использование в сельском хозяйстве вызывают попадание металлилхлорида в окружающую среду в виде паров и сточных вод. Во внешней среде умеренно стоек, разлагается в течение 6 месяцев. Десорбция из зерна может длиться несколько месяцев.